# Accident ferroviaire de Nangis
Vous pouvez aider à l'améliorer ou bien discuter des problèmes sur sa page de discussion.
- Il ne cite pas suffisamment ses sources. Vous pouvez indiquer les passages à sourcer avec {{référence nécessaire}} ou {{Référence souhaitée}}, et inclure les références utiles en les liant aux notes de bas de page. (Marqué depuis avril 2022)
- Il n’est pas rédigé dans un style encyclopédique. (Marqué depuis avril 2022)

- Archive Wikiwix
- Bing
- Cairn
- DuckDuckGo
- E. Universalis
- Gallica
- Google
- G. Books
- G. News
- G. Scholar
- Persée
- Qwant
- (zh) Baidu
- (ru) Yandex
- (wd) trouver des œuvres sur Wikidata

L’accident ferroviaire de Nangis s'est déroulé le 21 avril 2015 à 8 h 40, après qu'une locomotive CC 72000 tractant des voitures Corail a heurté violemment un poids lourd de 29 tonnes, arrêté sur le passage à niveau no 41 parce que sa semi-remorque trop basse était coincée. Le train percute ensuite le poids lourd, ce qui entraîne son déraillement, faisant 37 blessés parmi les 350 voyageurs,,.
Une enquête a été réalisée par le bureau d'enquêtes sur les accidents de transport terrestre (BEA-TT) pour déterminer les causes précises de l'accident et formuler plusieurs propositions pour éviter que des événements similaires ne se reproduisent.

## Conducteur du poids lourd
Le conducteur du poids lourd était dans la gare lors de l'accident. Par la suite, il est mis en cause car il n'avait pas appelé le service de la SNCF dans les bornes SOS situées à droite et à gauche du passage à niveau.

## Description du train
Le train était formé de la locomotive CC 72141 et de plusieurs voitures corail. Il correspondait au train 1646 en provenance de Belfort et à destination de la gare de Paris-Est. Ce train était sans arrêt dans la gare de Nangis.

## Déroulement de l'accident
Le train passe à grande vitesse à la gare de Longueville aux environs de 8 h 20.

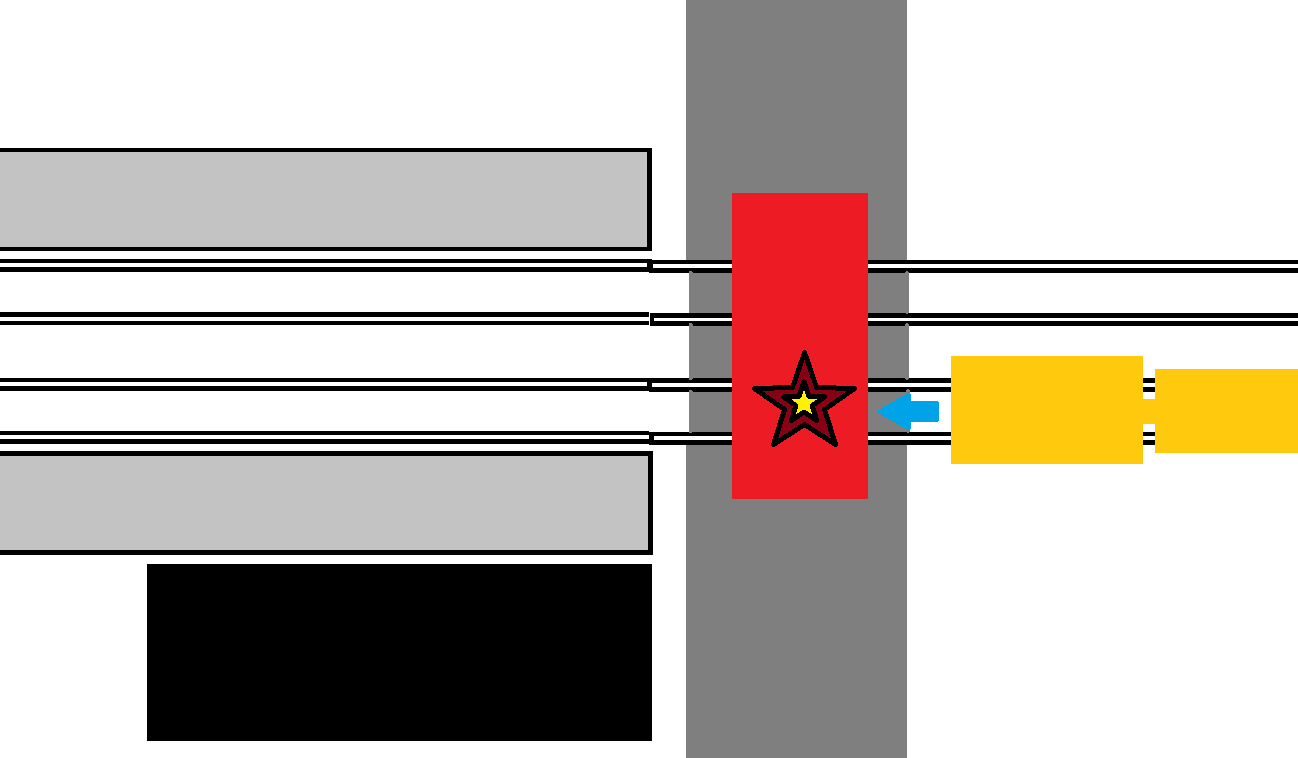
L'accident ferroviaire de Nangis à la minute près : Le rectangle rouge représente le camion avec l'étoile qui symbolisent le lieu de l'accident et les rectangles jaune montrent le train avec une flèche bleue montrant la direction du train.

Vers 8 h 35, quelques instants avant le drame, un poids lourd franchissant le passage à niveau no 41 en gare de Nangis, en direction du nord, se coince en bloquant la circulation de tous les trains.
À 8 h 39, une minute avant le drame, le conducteur du camion et un pompier rejoignent le bâtiment voyageurs pour appeler à l'aide.
Le train arrive une minute plus tard, à 8 h 40, à la vitesse de 132 km/h, au moment où la caissière SNCF appelait la gare voisine. Le train percute le poids lourd et déraille, en arrêtant sa course à cheval sur les voies et le quai de la gare. Trente-sept voyageurs sont blessés ; les voitures Corail se dispersent sur les voies mais restent en bon état. Le poids lourd a été déchiqueté en plusieurs morceaux et déformé sous la violence du choc.

## Conséquences sur le trafic et la gare
La destruction des infrastructures de la voie et du quai causent la fermeture de la gare de Nangis puis sa restructuration, avec de nombreuses annulations de trains durant toute cette période.
Cet accident a eu des conséquences négatives sur les gares voisines, car il a bloqué l'activité de la ligne P du Transilien,.

## Résultat du BEA-TT
- le comportement du conducteur du convoi de transport exceptionnel qui n’a pas respecté les interdictions locales de circulation ;
- l’absence de signalisation du profil en dos d’âne du passage à niveau, alors qu’il était peu détectable dans le sens de circulation de l’ensemble routier accidenté. Cette signalisation a été posée depuis ;
- le profil en dos d’âne prononcé du passage à niveau, largement connu, qui pourrait avoir été aggravé quelques mois avant l’accident par des travaux de bourrage du ballast et de remplacement du platelage ;
- l’absence d’utilisation des téléphones équipant le passage à niveau, qui aurait permis d’arrêter le train ou d’en réduire la vitesse avant le choc ;
- le manque de maîtrise par le conducteur du convoi exceptionnel du fonctionnement de la semi-remorque qu’il tractait le jour de l’accident, qui ne lui a pas permis d’en rehausser la garde au sol.